# Setomesosa
Setomesosa is een kevergeslacht uit de familie van de boktorren (Cerambycidae). De wetenschappelijke naam van het geslacht werd voor het eerst geldig gepubliceerd in 1968 door Breuning.

## Soorten
Setomesosa is monotypisch en omvat slechts de volgende soort:
- Setomesosa rondoni Breuning, 1968